# Goubi
Goubi est une commune rurale située dans le département d'Arbollé de la province du Passoré dans la région Nord au Burkina Faso.

## Géographie
Goubi est situé à 2,5 km au sud-est de Zongbèga, à environ 5 km au sud-ouest du centre d'Arbollé, le chef-lieu du département, et à 2 km au sud de la route nationale 2 allant vers le nord-ouest du pays. Le village est à environ 40 km au sud-est de Yako.

## Économie
Le village de Goubi est un des lieux d'action de l'ONG britannique Tree Aid qui vise à replanter des plantes et des arbres africains économiquement et culturellement essentiels – tels que le karité, le baobab et le moringa – en finançant des micro-projets de pépinières et de jardins créoles appelés « jardins nutritifs », souvent menés par des groupements traditionnels de femmes.

## Santé et éducation
Le centre de soins le plus proche de Goubi est le centre de santé et de promotion sociale (CSPS) de Zongbèga tandis que le centre médical avec antenne chirurgicale (CMA) de la province se trouve à Yako.